# مقاطعة بنيت (داكوتا الجنوبية)
بنيت (بالإنجليزية: Bennett)‏ هي إحدى مقاطعات ولاية داكوتا الجنوبية في الولايات المتحدة الأمريكية.